# Bunna
Bunna, pseudonimo di Vitale Bonino (Pinerolo, 7 settembre 1964), è un cantante e chitarrista italiano, fondatore del gruppo Africa Unite.

## Biografia
Originario di Pinerolo (TO), nel 1981 forma insieme a Madaski gli Africa Unite. Dal 1994 al 2006 collabora al progetto Giuliano Palma & the Bluebeaters nelle vesti di bassista e voce.

## Discografia

### Con gli Africa Unite

#### Album studio
- 1987 Mjekrari
- 1988 Llaka
- 1988 Mjekrari
- 1991 People Pie
- 1993 Babilonia e poesia
- 1995 Un sole che brucia
- 1997 Il gioco
- 2000 Vibra
- 2001  20
- 2003 Mentre fuori piove
- 2006 Controlli
- 2010 Rootz
- 2015 Il punto di partenza

#### Album dal vivo
- 1996 In diretta dal sole
- 2004 Un'altra ora

#### Raccolte
- 2005 In dub
- 2008 BiogrAfrica Unite

### Con Giuliano Palma & the Bluebeaters

#### Album in studio
- 1999 - The Album
- 2005 - Long Playing

#### Album dal vivo
- 2001 - The Wonderful Live

### Collaborazioni
- 2010 - Gai Saber album Angels, Pastres, Miracles, con il brano Venès & venès
- 2011 - Anansi album Tornasole, con il brano Can't stop my music
- 2011 - lou Dalfin album Cavalier Faidit, con il brano Labrit
- 2023 - Lorenzo Santangelo album Musick, con il brano Metal Detector